# Chrysotypus vittiferalis
Chrysotypus vittiferalis är en fjärilsart som beskrevs av M.Gaede 1917. Chrysotypus vittiferalis ingår i släktet Chrysotypus och familjen Thyrididae. Inga underarter finns listade i Catalogue of Life.